# アメリカ合衆国における入学試験
アメリカ合衆国における入学試験（アメリカがっしゅうこくにおけるにゅうがくしけん）は、様々な尺度で志願者の審査を行う。

## 保育園
アメリカで5歳未満の子どもが通う保育園（Preschool, Nursery School, Pre-K）は、ほとんどが私立であるが、一般的に先着順、抽選、兄弟優先で入学者を受け入れ、試験を課すところはあまりない。しかし高所得で教育水準の高い都市部では、名門私立への入学対策を行う園、外国語イマージョンやモンテッソーリ教育を導入する園、オーガニックなど健康に気を配った食事や環境を提供する園などがある。年間1万5000ドル以上と学費が高いにもかかわらず非常に人気があり、書類選考や面接、知能試験などが行われる。とくに独身者や子どものいない共働き所帯の多かったニューヨークのマンハッタンでは、郊外から子どものいる家庭が多く転入し始めたため、競争率が高くなり受験が激化している。

## K-12
日本の幼稚園に比べ勉学に重きを置くキンダーガーテン（Kindergarten、略称キンダー）から始まる初等と中等、つまりキンダーから12年生までの教育課程をK-12という。学校形態は大まかに分けると公立、私立、ホームスクーリングの三種類である。

### 公立の入試

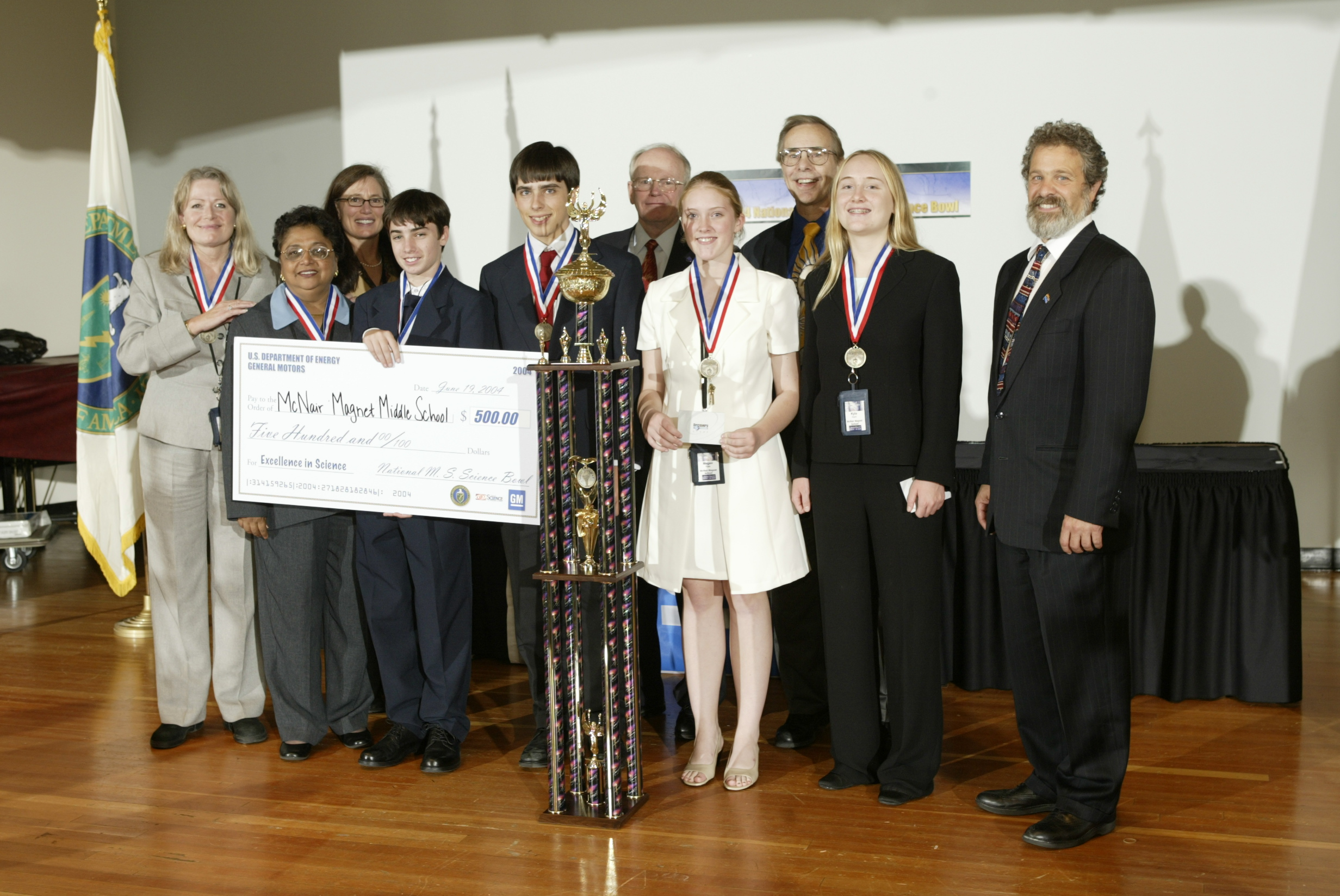
全米中学科学杯で優勝した理数系マグネット・スクールの生徒達

米国教育制度の大きな特徴は、州を細かく分けた公立学区（School district）によって運営されることである。学区が不動産地価を左右することからもわかるように、学区内の居住者が払う固定資産税を財源とする学校予算、教師の質、教育指導内容・レベルには大変な地域格差がある。
入学試験や選考試験のある公立校も多く存在する。たとえば早期就学や飛び級、高い才能があるとされるギフテッドのための特別クラス 、成績優秀者しか履修できない優等クラス（Honors）や大学単位認可クラス（AP）などを希望する場合である。また外国語イマージョン、国際バカロレア資格を始めとして様々な特化プログラムを持つマグネット・スクールの中にも入学審査を課す学校がある。多様性のある教育環境を作るために、成績優秀者枠を確保して残りの席を一般抽選で決めることもある。
選考は内申書だけのこともあるが、面接や筆記試験、知能検査などが課される。筆記試験はテキサス州標準テストのように州が作成するテストか、全米標準テストのアイオワ基礎テスト（ITBS、キンダーから8年生）、アイオワ達成度テスト（ITED、9-12年生）、中等教育入学テスト（SSAT、5-11年生）が一般的である。APクラスで大学の単位を取得するには全米統一試験であるAP Examを年度末に受験し、合格しなければならないが、これに不合格でも高校の単位としては認められる。

### 私立の入試
米国の私立校は経営母体によって募集する生徒のタイプが分かれており、日本のAO入試選抜に近い手順を取ることが多い。進学校は学力テストを行い、私立向けの独立校入学テスト（ISEE、5-12年生）と公立でも用いられるSSATが一般的である。日本のように独自のテストを作る学校も多い。

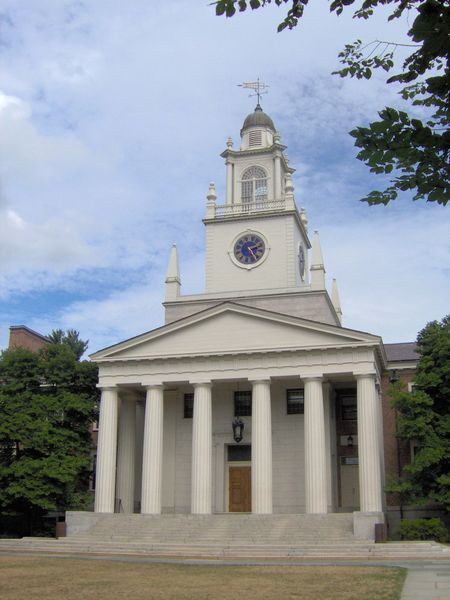
ブッシュ大統領親子も卒業した名門アンドーバー

日本の有名私学に一番近いものは、プレップ・スクール（Prep School）と呼ばれ、その名のとおりアイビー・リーグと呼ばれる東部名門私立8大学やジョンズ・ホプキンズ大学、デューク大学、スタンフォード大学など名門大学へ入学するための「準備学校」である。アンドーバー、ローレンスビル・スクールやセント・ポール・スクールといった名門は歴史の古い北東部の州に集中しているが、ビル・ゲイツが卒業したワシントン州シアトルのレイクサイド（Lakeside School）などプレップ・スクールは全米に点在している。入試選考の基準が勉学のみに限定されない、非常に優れた生徒は奨学金を受けて通うことができる、勉学一辺倒でなくスポーツにも強い、エリートの養成・人脈作りを念頭においた環境が整っている、ボーディングスクール（全寮制）環境で自己規律を学ぶ、といった点にイギリスのパブリックスクールの影響が見られる。
非営利団体や宗教団体によって運営されている私立校では、まず受験者側が学校の方針に同意していることが大前提である。クリスチャン・スクール（キリスト教）とジューイッシュ・スクール（ユダヤ教）が多いが、宗教に敏感な国であるため、特定宗教の影響を嫌う親はこのような学校を避けたがる。偏差値でミッションスクールを選ぶ日本との大きな違いである。しかし近年はアカデミック重視で、創立理念や宗教色が薄くなってきている学校もある。そのような学校は進学率が高く人気があるため競争率も高くなっている。
クリスチャン・スクールの中でもパロキアル・スクール（Parochial school）と呼ばれるものは地元の信者のために教会が経営する学校で、教会に併設されていることが多い。教会員の子女、同じ教派に属する家庭の子女のための学校である。教会員や母団体からの援助で運営していることが多いため、教会員の子供は最優先で入学、一般学生より多少低い学費、奨学金などの特典がある。
学習障害やその他障害のために特殊教育を必要とする生徒、あるいはいわゆる問題児を集めた学校などターゲットを絞った私立校も多く存在する。こういった学校は特殊学級専門の教師、作業療法士、言語聴覚士、あるいはカウンセラー、セラピスト、心理学者といったエキスパートが集まってチームを組んで指導をする。生徒が持つ能力を最大限まで伸ばし、将来の可能性を広げる手助けするという目的で運営されている。学校の指導内容を一番必要としている者から順に入学許可が下りる。またギフテッドも一般の平均に合わないという意味で特殊教育の範疇に置かれており、ギフテッド専門の私立校も存在し、競争率は高い。ホームスクーリング支援が目的で設立された私立校は、生徒個人の能力に合わせて主に保護者が学習指導を行う形態のため入学試験は課されない。

## 高等教育
高校卒業後は、コミュニティ・カレッジ（Community College、日本語での通称コミカレ）という地域に根付いた公立の2年制大学に進む道と、4年制大学に進む道がある。K-12は9月入学で6月卒業だが、大学は9月入学が主流ではあっても、セメスター（2学期制）・トライセメスター（3学期制）・クォーター（4学期制）に合わせて各学期の初めから入学でき、卒業も6月とは限らない。日本の高認に当たるGEDに合格すれば、高校を卒業していなくても大学に入学する資格を与えられる。

### コミュニティ・カレッジ入試
コミュニティ・カレッジとは、高校卒業資格・職業資格などのディプロマ取得、職業訓練で取得できる職業証明書のサーティフィケート(職業学位とも)、アソシエイト・ディグリー(日本でいう短期大学士)取得、4年制大学への編入学を柱に、特にビジネス、会計学、コンピュータ、工学、ホスピタリティ、医療、教育学、アート、刑事司法等の学部を多く揃えた州政府が運営、高等教育を提供している公立の2年制大学である。私立の2年制大学は一般的にJunior Collegesと呼ばれる。看護専攻は3年制であり卒業＆RN取得後に4年制大学編入は可能。コミュニティカレッジには趣味を極めるための教室が併設されている場合もある。設置している学部や学級は学校により異なり、ハワイのフラや、ギター製作、劇のシナリオ作りなどユニークなものもある。
公立のコミュニティカレッジの学費は、同じ州内にある州立大学の州内出身学生の学費(In-State Tuition)と比較して安いが、州外の学生や留学生の学費は、州内の学生より高くなるのが一般的である。授業レベルは、学校・専攻により評価は異なる。英語が母国語でない人が多く住む州では、英語教育に力をいれているコミュカレもあり、また看護学で必須の生物・化学等は通常授業に加えて週一で実験もありハードである。チューターや補講が4年制大学より充実しているコミュカレもある。そもそも、進学コースは州立大の1，2年次を担っているので、比較してレベルは低くはない。ただし、近年の不況により、学生数が急増した学校では、きちんとした教師の補充ができているかはケースバイケース。また、高校での成績が悪く4年制大学に進学できなかった生徒の受け皿になっている面がコミュカレにはあり、4年制大学と比較して(特に10代の)学生のモチベーションには幅がある。教師の側も、授業のレベルを落としたくないが、落第もさせたくないというジレンマがある。コミュカレによってはドロップアウト率は高く、大学側も策を講じているのだが、理由が単純に、高校で勉強の仕方を学ぶ機会を逸しているだけでなく、働きながら通っている、子供や親の世話があるなど様々であり難しい。逆に、(4年制大学が無い)地元で成績優秀な高校生が、飛び級で学びに来ていたりもする。
コミュカレは、その名のとおり地元密着型である。近所に4年制大学がなく、一般教養や専攻の基礎教育は親元から通ってお金を節約したい、社会人の再入学(特に看護専攻)といった学生も多くみられる。入学のハードルは低いが、成績でAを取るには学期中に課されるクイズ、中間テスト、期末テスト、レポート等で平均93-95点以上取る必要があり、コミュニティカレッジといえども、日本の大学受験生なみの勉強時間は要求される。外国人にも門戸を広く開放しており、TOEFLの点数も同じ州内の州立4年制大学より低く設定されているのが一般的だが、ハワイのように英語要件が逆転してるケースもある。高校の成績が悪くてもコミカレで頑張って(ある程度のGPAで)卒業すれば、高卒時点では無理だった4年制大学に編入・卒業することも可能になる。コミカレを経由して4年制大学の編入をめざす生徒は、4年制大学の一般教養や専攻の基礎に当たるクラスを履修し、高いGPAを維持することが望ましい。コミュカレで取得した成績(GPA)が4年制大学に移行できるかは、編入先の大学の方針により異なる。 州立大学の多くは地元のコミュカレと確実な単位認定など何らかの提携を結んでいるため、州内の州立大学へは編入しやすい。また、州外でも地理的に近い場合は、同様の提携を結んでいるケースがある。ただし、ハワイのようにコミュカレからの編入学生は、ハワイ州立大ではB.Aしか専攻できないといった制限がある場合もある。この辺は提携によりケースバイケースなので、コミュカレに進学を考えている方は事前のチェックが必要である。ちなみにアイオワ州は提携校間でそういった制限は無い。一方、私立や他州の大学へ編入する場合は、コミカレの質、知名度、実績なども多少関係するが、他の編入生より高いGPAを求められる上に、修得した単位が認められない、編入が認められず1年生からやり直しなど不利な状況になることもある。
一部のコミュカレには寮が併設されている。一般的に留学生も入寮可能である。

### 4年制大学入試
4年制大学には名門アイビー・リーグ8大学をはじめ、ジョンズ・ホプキンズ大学、マサチューセッツ工科大学やセントルイス・ワシントン大学などの有名私大、リベラルアーツ・カレッジ、パブリック・アイビー（カリフォルニア大学バークレー校、ミシガン大学、バージニア大学、ウィリアム・アンド・メアリー大学、ノースカロライナ大学チャペルヒル校など非常にレベルの高い州立大学）、宗教色の強い私大、サテライト・キャンパスを持つマンモス州立大、専門を絞った大学、障害者のための大学、軍隊アカデミーなど、教育レベル・内容は多種多様である。それゆえ入学審査も一般入試、一芸入試、公募推薦、ポートフォリオ提出、実技、面接、体力測定など様々であり、大学側も学生が均一化することを嫌い多様性を好むことが多い。後述するレガシー制度など、公平でない部分もある。合格基準に及ばなかった学生にも、「条件付き入学」として特定クラスの履修・好成績を条件に入学するチャンスを与える大学もある。
多くの大学では、高校の成績、SATあるいはACTテストの点数、推薦状、小論文の提出が求められる。外国人はこれにTOEFLの点数が加わる。編入学には上記項目に加えてコミカレや他大学での成績も要求される。米国の大学には留学生、編入生が非常に多い。入学審査書類はすべて郵送かオンラインで提出するので、日本のような「入試日」はない。遠方の大学に試験を受けに行くのは、実技や面接がある試験で最終審査に残った有力候補だけである。そのため遠い他州の大学をいくつも掛け持ちすることができる。
全米トップレベルの教育は、アイビーリーグや有名私大に限らず、州立大学でも受けることができる。その分野で数々の業績があり、多くの優秀な教授陣・研究員・学生を抱える州立大の学部では入学基準も競争率も非常に高い。
成績の判定にはSATテストや高校の成績を用いるが、課外活動や人格の評価には、小論文や推薦状が参考となり、全米優等生協会（National Honor Society）のメンバーは良い評価を受ける。成績優秀者協会と訳されることがあるがこれは間違いで、正確には学業に優れ、課外活動に積極的に参加し、スポーツや生徒会でリーダーシップを発揮し、ボランティアなど社会情勢に敏感で熱心な奉仕精神を持ち、品性ある学生だと評価された者が加入を許される全米規模の団体である。

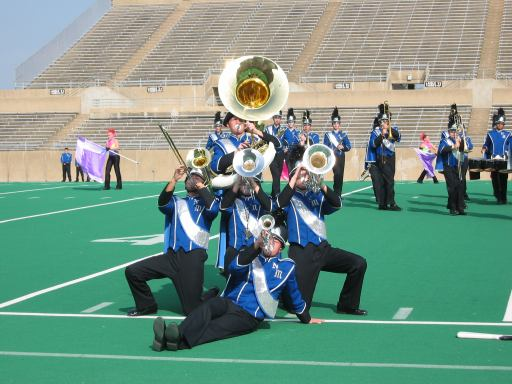
マーチングバンド・コンテストで競技する高校生

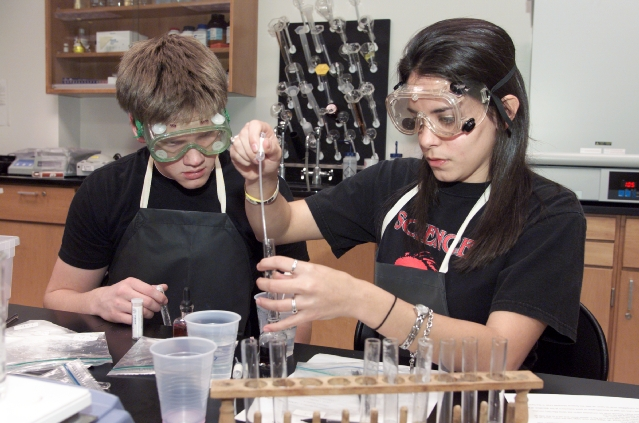
科学オリンピックに参加中の高校生

日本と同様、スポーツ推薦入学や、ジュリアード音楽院などの単科専門大学の入試では、テストの点数以上に実技や実績がものを言う。そして高校生の一般入試においても特技や課外活動の比重はとても大きい。
米国では地方から全国、国際レベルまで、小中高生を対象にした舞台芸術、弁論、スペリング、数学、科学、プログラミング、ジャーナリズム、ビジネス・スキルなど数多くのコンテストが頻繁に開催されており、技能や知識を公的に評価される好機会となっている。アメリカ地理学協会の地理コンテスト、レゴ社のロボット設計コンテストというように関連団体や企業が政府機関と共同主催する大規模なものは、優勝者に賞金や奨学金が出ることも多い。また数学オリンピック、リジェネロン・サイエンス・タレント・サーチ、科学杯（Science Bowl）、アカデミック・デカスロン（Academic Decathlon）、全米校内新聞ペースメーカー賞（Pacemaker Award）、全米高校マーチングバンド選手権（Grand National Championship）などは入賞するだけでも大変な名誉である。
最寄の総合大学を選ぶ学生も多いが、専攻したい学部が充実している大学を選ぶ学生、将来が約束されている一流大学の一流学部をめざす学生も多い。入学審査には成績のほかに志望動機をつづった小論文や推薦状が重要な位置を占める。もう一つ非常に重大な進路決定の要因は、奨学金である。複数の志望校の中から奨学金が得られる大学を選ぶのは自然な行為である。

### 大学院入試
関連項目：留学#米国大学院留学
学位や奨学金、大学院での教育・試験についてはアメリカ合衆国の教育#大学院参照。

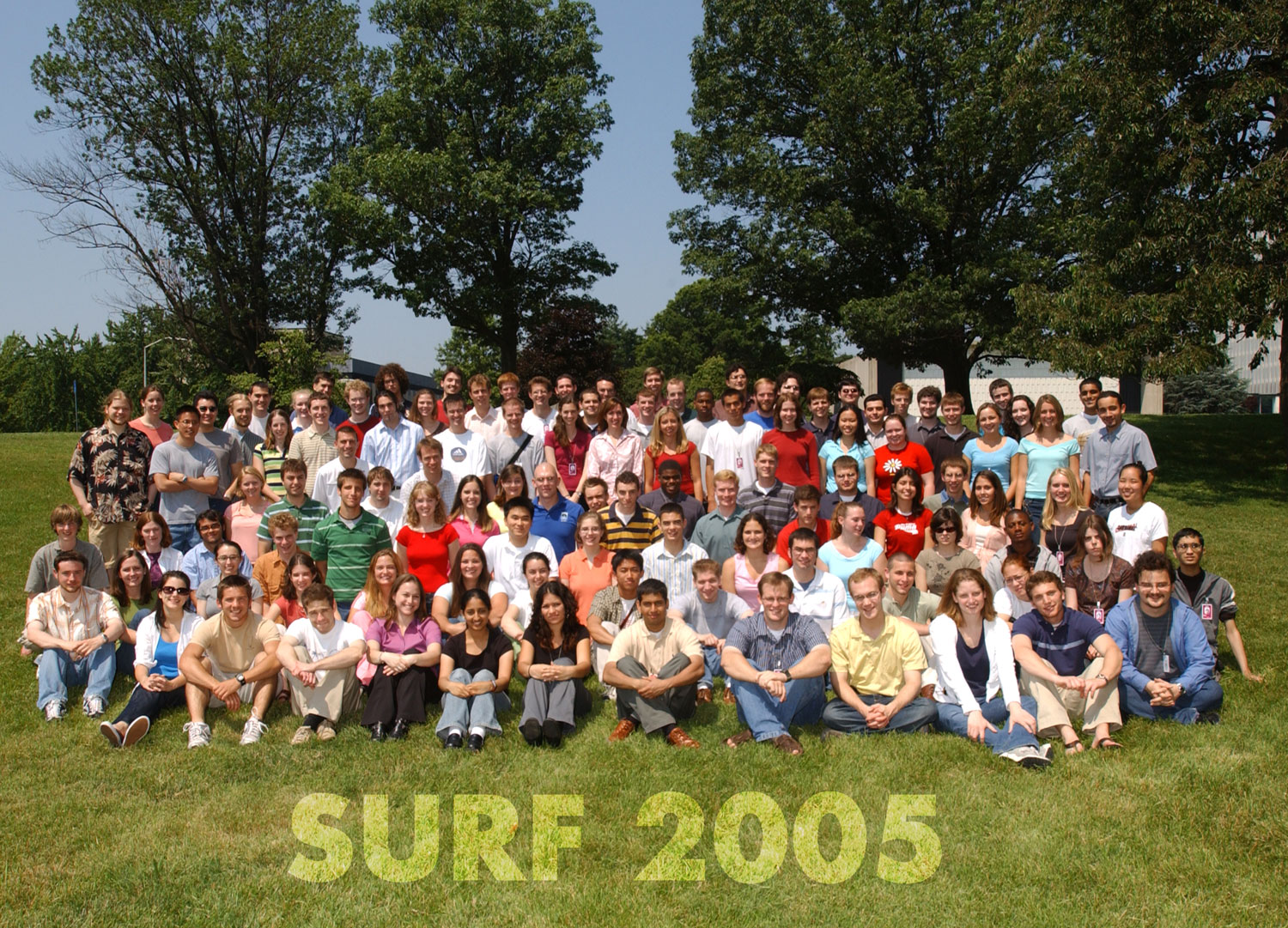
大学院進学を希望する理数系専攻のインターンたち

大学院も（後述する大学院入学共通テストGREの点数を含む）書類選考で入学が決まる（ただし、専攻によっては面接を行うところもある）。大学の事務局ではなく専攻学部、時には教授がスポンサーとなって入学許可が下りる。院では専門の研究をするため、専門分野と直結する研究実績、職歴、経験を持つ人間が求められる。志望動機の小論文（EssayあるいはStatement of Purposeなどと呼ばれる。自己紹介や目的意識なども含めて記述する）、ポートフォリオ、推薦状などが今まで以上に重要となるわけである。専攻分野によっては職歴や仕事・社会での経験も大きく重視される場合がある。その場合、職歴のない新卒者は、学部生時代にインターンシップを経験し、そこから推薦状を出してもらう必要がある。名の通った企業や政府機関のインターン、有給インターンの競争率は高いが、その分価値も大きい。大学院の中には出願時に特定のフラタニティへの所属の有無なども聞いてくるところがある。
大学を卒業して長いブランクの末に大学院に入る者、働きながら専門を極めるために大学院に通う者も非常に多い。大学院は、異なったバックグラウンドや実社会経験を持つ学生の貢献を認め、院の専攻は学部時代と一致しなくてよいとする大学が多い。しかし学部で履修したクラスのうち、院の専攻に関係あるものは特に良い成績を修めておかなければならない。基礎クラスを学部のクラスで履修して良い成績を取るという条件付きで修士の入学許可を与えるられることもある。このように例外が認められることも多く、あらゆる面で交渉の余地がある。なお、入学選考制度と必要な試験がカナダとほとんど統一化されているため、アメリカ合衆国の大学院入学を考える人はカナダの大学も志望校の選択に含める場合が多い。
専攻が違っても院で研究を進めるだけの学力・知識があるかを判定するために、大学院入学共通テストの点数は提出しなければならない。専門職以外の大学院入学共通テストは、文系も理系もGREであり、分野によってはGRE Subject Testという専門科目の試験もある。社会科学系はGREの代わりにMATを受験することもある。留学生はTOEFLも受験する。学部のGPAが一定値を越えていなければ願書を受け付けないという大学院も多い（大学の事務は機械的に処理しようとするが、この場合でも教員を説得できるだけの材料や業績があれば、教員に直接交渉すれば例外として認められることもある）。一方で、共通テストや学部の成績による線引きは行わず、過去の研究実績、実社会での経験、志望動機や推薦状などで考慮することも多い。

#### 専門職養成大学院
医学、法学、経営学、教育学、公共政策学、建築学、図書館学などは専門職を養成する大学院で専門職学位（Professional degree）が与えられる。日本に一番なじみがあるはMBA（ビジネス・スクール）、医学（メディカル・スクール）、法曹（ロー・スクール）であろう。
日本と異なり、医学、獣医学、薬学、法学、公共政策学、図書館学などは学部レベルに専攻自体がない。しかし医学は医学部準備クラス（Pre-Med）、歯学はPre-Dental、看護・薬・理学療法などはPre-Health、法学はPre-Lawなど、学部で大学院準備クラスパッケージを履修しておく必要がある。MBAでは実社会での内容ある勤務経験が要求される。入学条件さえ満たしていれば、文系卒でもメディカル・スクールに進むことができる。
専門職の大学院共通テストには、経営に進む学生が受けるGMAT、法曹はLSAT、医学はMCAT、薬学はPCAT 、獣医学はVCATなどである。教育学はGREのかわりにMATやPRAXISを受験することもある。
専門職によっては、職業に就くために在学中、卒業後も国家試験を受けなければならない。たとえば法務関係では、4年制大学を卒業してロー・スクールで法務博士（Juris Doctor）を取得した後に、修士（LL.M）、博士（S.J.D.）と続く。特許弁護士以外は、司法試験（Bar examination）の受験資格が州ごとに独立している。J.D.を求める州が多いが、法学の学位不要のカリフォルニア州、指定の2大学のロー・スクールを出れば司法試験が免除されるウィスコンシン州など様々である。なお、LL.M., S.J.D.（学校によってはJ.S.D.とも言う）の両学位は外国の資格を有する法律家を主たる対象としており、米国の法律家やロースクールの教員が取得している例は極めて稀である。ただし、税法など特定の分野のみを専攻対象とするLL.M.課程も存在し、このような特定の分野のみを対象としたLL.M.課程は逆に米国弁護士資格を有する者を主たる対象としている例が多い点注意が必要である。
医学関係は、基礎2年・臨床実習2年のメディカルスクールを終えたあとレジデンシー（Residency）という研修期間に入るが、在学中から医師免許試験（USMLE）の基礎と臨床部門を受験しなければならない。

## 米国入試制度の問題点

### レガシー
難関大学であっても学業成績のみで受験生をふるい落とすことはなく［頭脳明晰な成績優秀者グループ 、スポーツも含め奇抜でユニークな経歴を持つグループ、豊富で強力な人脈を持ち莫大な寄付金を納める富裕層グループ］の３条件を大学運営の鍵として重視する。社会的地位の高い家庭やセレブリティの子女には３条件を満たす者もいる。
一流私立大学ではレガシー（Legacy）という、子孫無条件大学入学制度と言える制度があり、アイビー・リーグでは新入生の10%から15%がこれにあたるといわれている。一流私立大学にとって富裕層揃いの卒業生達は、多大な寄付金を与えてくれ、ビジネスや研究機会をもたらし、大学の宣伝塔にまでなってくれる有難い存在である。レガシー対象である由緒正しき血統に生まれた者達は、政界や財界などで一大コミュニティを築き上げている。

### 人種・民族

#### マイノリティー
多民族国家で世界中から留学生が訪れる米国ならではの選考基準の中に、人種・民族といったマイノリティー調査がある。アファーマティブ・アクションとしてマイノリティー（とくにアフリカ系アメリカ人、ヒスパニック、ネイティブ・アメリカン）のテスト点数をかさ上げしたり、特別枠を設けてマイノリティーが合格しやすいように細工することもある。
しかし、逆に言えば、能力があっても白人であるために不合格になってしまう「逆差別」も生まれる。最も有名なものはカリフォルニア大学医学部を訴えたバッキー（Bakke）裁判である。1978年最高裁はマイノリティーを他の受験生のように普通に扱わないという点で差別であり違法であるとし、原告アラン・バッキーの入学を認めたが、同時にその受験生のプラス要素として入学選考に人種を取り入れてもよいという見解を示した。
2003年にはミシガン大学のグラター（Grutter）裁判とグラッツ（Gratz）裁判で、白人女性の訴えが連邦最高裁に持ち込まれた。バーバラ・グラターは憲法修正14条（平等条項）には反しないという判決を受け敗訴した。グラターが受験したロー・スクールは、細かく丁寧な入学審査を行っており「人種の特別考慮は大学が多様性のある学習環境を作り上げるためだった」と判断されたからである。逆にジェニファー・グラッツの学部入試では、受験生個人個人の選考ではなく、マイノリティー全員に機械的にポイントを与えるという単純ランキングであるため、14条に違反するという判決が下された。
少数派優遇案にもかかわらずアフリカ系アメリカ人学生がメジャーな大学に少ないのは、学生自身の選択にも因る。HBCU（Historically Black colleges and universities）という、公民権法で人種差別が違法となる1964年より前に黒人のために創立された大学に通う者が多いからだ。1999年に4年制大学を卒業したアフリカ系学生のうち、約4分の1はHBCUの卒業生である。代表的なHBCUには、ワシントンD.C.のハワード大学（Howard University）などがある。

#### モデル・マイノリティー

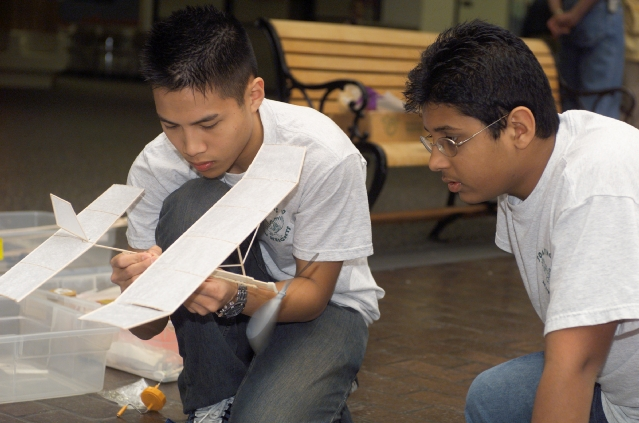
科学オリンピックに参加中のアジア系学生

アファーマティブアクションとは正反対に、特定グループの合格基準を厳しくする人種制限方針もある。対象となるのはモデル・マイノリティー（model minority）扱いを受けるアジア系である。モデル・マイノリティーとは、差別を受けながらも一般平均より成功している社会的少数者という意味である。収入・学歴が高く、犯罪歴・離婚率が低いといった点で判断される。主に中国、韓国、日本の東アジア系を指すが、20世紀後半から米国の医学・ハイテク分野に優秀人材を多数送り込んでいるインド系を含めることもある。
大学入試に関して言えば、アジア系は全人種の中で平均学力が最も高く合格点をクリアしやすい。所得の高低に関わらず高等教育を望み教育に熱心なアジア系アメリカ人と、母国で過酷な受験戦争を勝ち抜いて来たアジア系留学生が学力レベルを引き上げているためだ。一流と言われる私立や州立大学では、アジア系が圧倒数で合格し、学内の人種バランスが崩れるという現象が起きている。そのためアジア枠や出身国枠を作ったり、アジア系は合格基準を厳しくするという制限を行う大学もある。
2001年9月にUCLAに合格したヒスパニック学生のSAT平均点数が1168点であるのに対し、白人平均は1355点、アジア系平均は1344点であった。個人的事情などが考慮されて900点台のヒスパニック学生が合格する一方で、1400や1500点台のアジア系学生が不合格となるケースもある。2005年にプリンストン大学が行った研究では、満点1600点のSATテストの点数に対し特別考慮は、スポーツ推薦+200点、レガシー+160点、アフリカ系+230点、ヒスパニック+185点、アジア系はマイナス（-50点）であった。
アジア系学生の競争が熾烈になるのは、専攻が理数系に偏っているのも原因の一つだという説がある。英語力が乏しいため理数系学科で勝負する、人文系に比べ客観的評価が成される理数系なら差別を受けにくいと考える、安定した職に就けると考え理数系を子どもに勧める、といったアジア系独特の事情があり、理数系を選考する学生が多いとされる。また、四年大学卒で理系の学位の場合、文系特に文学部や社会学部卒よりも初任給が2倍近いということもある。

### 州民枠
州立大学は、州税から援助金を受けており、それを高等教育の場を供給するという形で還元しなければならない。州民よりもずっと高い学費を払う州外学生や留学生が多いほど大学の財源は潤うし、日本のように出身地に関わらず実力主義で合格判定をすれば大学の水準も上がるだろう。しかし、州立大学は州民に低めの学費を設定し、州内の高校生を優先しなければ税金を払う州民のサポートは得られない。また私立大学以上に、州の人口を反映するよう学内の人種バランスに神経を使う。公の機関ゆえに入試選考の透明化、選考の過程と結果の公表も求められる。
1998年からテキサス州は「上位10%法」（Top 10 Percent Law）を実施して州内に住む高校生の上位10%に、また1999年からフロリダ州は「1つのフロリダ主導権」（One Florida Initiative）として上位20%に、それぞれ州立大学への入学資格を与えている。2002年にカリフォルニア州も州内の高校生のうち上位12.5%以内がカリフォルニア大学、上位33.3%まではカリフォルニア州立大学に入学資格があると認めた。またコミュニティー・カレッジは原則として出願者全員を受け入れるように州の高等教育プラン(California Master Plan for Higher Education)を改定、発表した。
州民枠は、郊外に住む中流階級を満足させるだけではない。郊外に比べて低所得者やマイノリティーが多く、教育レベルの低い都市中心部や村落部に住む住民の賛同も得ることができる。大学側は人種枠（州によっては違法とされる）の代わりに州民枠を使うことで、人種・民族・社会的背景・経済状態など多岐面にわたりバラエティーに富んだ学生を集めることが可能になる。

### ケース・スタディー
カリフォルニア大学の入試選考

名門カリフォルニア大学バークレー校やスタンフォード大学を抱えるカリフォルニア州では、アジア系やヒスパニックなど年々増加するマイノリティー人口を抱え、学内の人種バランスの均衡が切実な問題となっている。州立のカリフォルニア大学の入学資格は数年ごとに改定され細分化し、そのポリシーに従いながらも最終的決定は各校に委ねられる。度重なる変更には、下記の条件をすべて満たす選考方法を求めて板ばさみに苦しむ大学の姿、翻弄される学生の姿が垣間見える。
- 州立大学として州民に奉ずる義務 （州内の高校3年生全体で上位12.5%内の者にカリフォルニア大への入学資格を与える。ただし、どのキャンパスに入学するかは大学が決定する。）
- 高い教育水準を維持するという純粋な目標（バークレーやUCLAには国内はもとより国外からも優秀な生徒が多数受験する。）
- リベラルな州民を納得させられるだけのポリシー（州の人口を反映するようなマイノリティーの在学率）

| SP-1 1995年決定 1998年導入                                                | SP-1「入試選考に人種と性別を適用しない」実力主義方針をカリフォルニア州立大学理事会（Regents）が決定。この方針を先導したワード・コナリー（Ward Connerly）がアフリカ系アメリカ人であったため、論争がさらに複雑化し、彼のアフリカ系としてのルーツにまで言及する。 SP-1をきっかけに、1996年には州民投票で州法改正案209号（Proposition 209）が承認される。雇用や入学の際に人種・民族・性別を判断の基準にするのは違法となった。 |
| コミカレからの編入増加案 1997年・98年決定                                 | コミュニティー・カレッジからの編入を約30%、98年には50%に増やすと決定。 |
| SP-1無効 2001年決定                                                       | SP-1は人種を選抜要素にしない代わりに、不利な状況にある生徒が入学できるよう指導・補助金の増加も決めた。しかし、改正案209号は「入学への援助や奨学金の選考にも人種を取り入れるべきではない」と広義に解釈され、不利なマイノリティーをターゲットに援助することが困難となった。 |
| ELC（Eligibility in the Local Context 地域考慮） 2001年導入               | 共通テストと高校の成績を基準にするStatewide Eligibility（州内一般入試）を補う形で導入された高校別の選考。1996年の調査で州内の高校生上位11.1%しかUC入学資格を得ておらず、12.5%プランに満たないため州内の各高校で上位4%以内と枠を拡大。 |
| Eligibility by Examination Alone（一発選考） 2001年導入                   | StatewideやELC基準に入れなかった生徒も、共通テストで高得点を取れば入学資格を得る可能性が与えられた。 |
| DAP（Dual Admissions program 編入学制度） 2001年決定 2003年導入           | 上位4%に入れなかった州内の高校生のうち上位12.5%までの生徒が対象。高卒の時点でUCの入学資格に達していなくても、コミュニティーカレッジで規定のクラスを履修し一定の成績を修めればUC側が指定するキャンパスに編入する資格が与えられた。 |
| GTO（Guaranteed Transfer Option 編入保障制度） 2004年導入                 | 州からの援助金不足で新入生全員を大学に収容することは不可能な上に、UCの新入生数を10%減らしてコミュニティーカレッジに回すという知事の提案もあり、導入された編入保障制度。GTOは、高卒時にUC入学資格に達していたが定員一杯でUCに籍がもらえなかった学生を対象とする。州内のコミュニティーカレッジで指定のクラスを取り、3年生からの編入を保障する。 |
| DAPの廃止 2004年実施                                                      | 州からDAPへの援助金が打ち切られ廃止される。2004年以前にDAPを申請した者はGTOに変更可能だが、今後は高卒時にUCの入学資格を満たしていないと編入学プログラムに入学できない。 |
| Comprehensive Review（総合評価方式） 2001年提案、2003年決定、2004年導入。 | 人気のあるキャンパスや学部は入学資格者数が定員数を越えるために考案された。また州人口の割合が在学率に相当していないグループ（Underrepresented 。ネイティブ・アメリカン、アフリカ系、メキシコ系、ラテン・アメリカ系） の入学率がさらに下がったためそれを補うためにも用いられる。成績だけでなく、履修クラスの数と質、在籍高校の質、成績向上率、特別技能、個人的体験（低所得、移民など社会経済的要素も含む）など14項目で選別される。 |
| SAT Iの廃止 1997年提案 2005年一部導入 2006年実施予定                      | SAT I（語彙と文の理解力、文章構成力、数学）の重要度を下げ、能力テストでなくカリフォルニア州の教育課程に沿った基礎学力達成度テストの実施を発表。SAT II（英語、社会、数学、科学、外国語）の重視は、州人口の割合より低い在学率のマイノリティー・グループが合格しやすくなるようにという配慮もある。スペイン語が得意なヒスパニック学生には有利である。しかし基礎能力を計り学生が大学で発揮する能力をある程度予測できるSAT Iを廃止するのは危険だとの指摘もある。 |
| Admission by Exception （枠外入学制度）の強化 2005年発表                  | 入学資格を満たしていない学生のうち、特別配慮で入学を許される制度をより充実させる意向を発表した。 |
| 合格基準の引き上げ 2004年発表、2005年実施・2007年実施予定                 | 2003年の調査は1996年の調査結果と逆転し、州内の高校生上位14.4%がUC入学資格を得ており、12.5%プランを越えた。12.5%ラインを守るために2005年度から二段階で入試選考を厳しくして州民枠を縮小する。 10学年、11学年で規定以上のクラスを取った場合、各カテゴリーで最高の成績だけを GPAの計算に入れていたが、2005年度からは規定に該当するクラス全部の成績で計算する。以前は高校3年になった時点で過去の成績から入学資格を与えられたが、2005年度からは実際に履修クラスと共通テストの受験が終了するまで入学資格は与えられない。 2007年度からは2.8だったGPAの足切り点を3.0に引きあげる。 |